# 社会现实主义

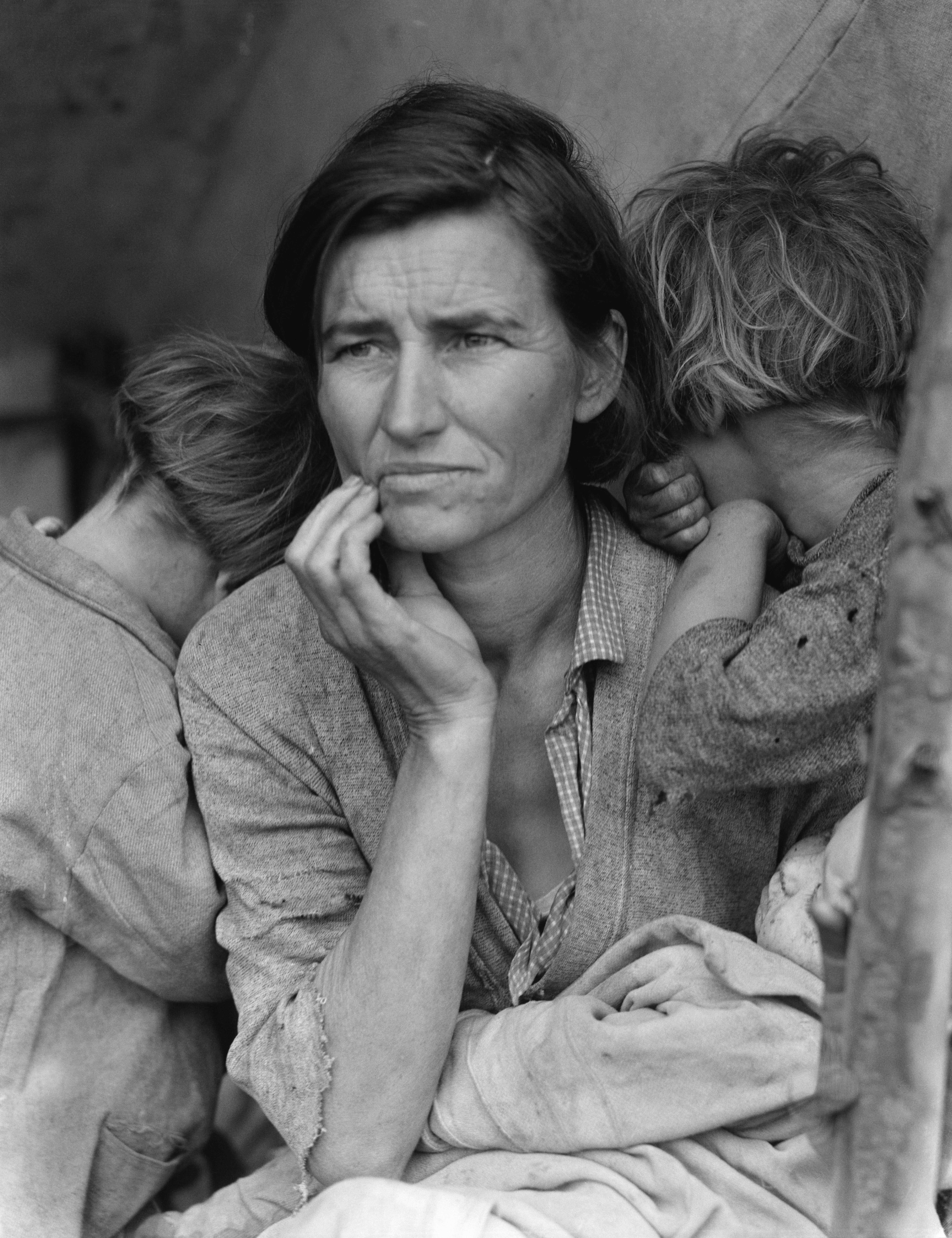
多萝西·兰格的代表作《移民母亲》，1936年。佛罗伦萨·欧文斯·汤姆森（1903-1983）的画像。

社会现实主义（英語：Social realism）是现实主义下的一个艺术运动，主要通过对艰辛生活奋斗的质朴写照，来描绘社会或种族上的不平等和经济困难，通常对工人阶级带有较为壮丽的描绘。此运动的画风及景象通常传达着一种对社会或政治带有讽刺意味的抗议，在美国1930年代的大萧条时期达到顶峰。苏联在1930年代则逐渐形成发展出了全新的社会主义现实主义并自成体系，且对社会主义国家曾有着巨大的影响。